# Алан Бърлинър
Алан Бърлинър (на английски: Alan Berliner) е американски режисьор и сценарист.

## Биография
Роден е в Бруклин, Ню Йорк, на 11 октомври 1956. Повечето от филмите му са документални. Носител е на множество награди за експериментално и документално кино, сред които са и тези на Нюйоркската филмова академия и три награди Еми.

## Филмография
- Семейният албум (The Family Album), 1986;
- Близък непознат (Intimate Stranger), 1991;
- Ничия работа (Nobody's Business), 1996;
- Най-сладкият звук (The Sweetest Sound), 2001;
- Напълно буден (Wide Awake), 2006